# Nebamon (scribe)
Pour les articles homonymes, voir Nebamon.
Nebamon est un scribe officiel et un tenancier de comptoir à grains, de classe moyenne, au complexe du temple d'Amon de Karnak. Il travaillait dans ce vaste complexe de temples près de Thèbes (aujourd'hui Louxor) où le dieu Amon était vénéré. Son nom se traduit par « Mon Seigneur est Amon », et son association avec le temple, associée à l'importance de l'approvisionnement en céréales de l'Égypte, signifie qu'il est une personne d'une importance pratique considérable, bien qu'elle ne soit pas du plus haut rang.

## Sépulture
La tombe de Nebamon était située dans la nécropole thébaine située sur la rive ouest du Nil à Thèbes (aujourd'hui Louxor), en Égypte.
Son tombeau a été découvert en 1820 par un jeune Grec, Giovanni d'Athanasi, qui agissait en tant qu'agent pour Henry Salt, le consul général britannique.
Bien que l'emplacement exact de cette tombe soit aujourd'hui perdu, la tombe a été à l'origine d'un certain nombre de scènes de tombes décorées célèbres qui sont actuellement exposées au British Museum de Londres. Elles sont considérées comme l'un des plus grands trésors de ce musée,.